# Camponotus sphenoidalis
Camponotus sphenoidalis é uma espécie de inseto do gênero Camponotus, pertencente à família Formicidae.